# AO Близнецов
AO Близнецов (лат. AO Geminorum) — одиночная переменная звезда в созвездии Близнецов на расстоянии (вычисленном из значения параллакса) приблизительно 10 912 световых лет (около 3 346 парсек) от Солнца. Видимая звёздная величина звезды — от менее +16,2m до +13m.

## Характеристики
AO Близнецов — красная пульсирующая переменная S-звезда, мирида (M) спектрального класса S!e. Эффективная температура — около 3313 К.